# Шелли Марш
Шелли Марш (англ. Shelley Marsh) — персонаж мультипликационного сериала «Южный парк», сестра одного из главных героев сериала — Стэна Марша, дочь Рэнди Марша и Шерон Марш, внучка Марвина Марша.
Вплоть до своей смерти Шелли озвучивала Мэри Кей Бергман; позже её озвучивали Мона Маршалл и Элиза Шнайдер. В настоящее время озвучивающей Шелли актрисой является Эйприл Стюарт (правда, на протяжении 10-11 сезонов ей была произнесена лишь одна реплика). Шелли обычно носит белую футболку и розовые штаны. Также Шелли носит огромные шейную повязку и будто бы пересекающие всю голову брекеты на зубах. У неё длинные коричневые волосы; обычно Шелли можно увидеть с озлобленным выражением на лице, а её голос — хриплый и шепелявый. Изредка Шелли можно увидеть в пижаме розового цвета.
Выбор имени персонажа, вероятно, связан с тем, что у Трея Паркера есть старшая сестра Шелли, которая и послужила основной для образа Шелли Марш.
День рождения Шелли — 24 ноября.

## Характер
Шелли носит брекеты и шейную повязку, по причине чего чудовищно комплексует. К тому же у Шелли, видимо, нет друзей, её никто не любит, и встречавшийся с ней одно время Скайлер её бросает. Все эти комплексы выливаются в озлобленность Шелли на всё окружающее, в особенности — на своего брата Стэна. Шелли любит только одну вещь больше, чем Рассела Кроу — обломать своему брату кайф. Особенно ярко их противостояние проявилось в эпизоде «Слон занимается любовью со свиньёй» — первом, где появляется Шелли. На протяжении сериала Шелли постоянно и весьма изощрённо избивает Стэна, как только остаётся с ним наедине (в том числе она кидает в него телевизором и обрабатывает газонокосилкой), из-за чего он ходит с синяком под глазом. Если Стэн чем-либо провинился, Шелли всегда спрашивает у родителей: «Можно я ему врежу?»; девочке из семьи, с которой знакомятся Марши, Шелли говорит, что её брат — «говнюк тупой». В эпизоде «Ветрянка» Шелли избивает Стэна, когда они оба лежат в больнице.
В эпизоде «Классические рождественские песни от мистера Хэнки» (сцены из которого, впрочем, являются неканоническими) Шелли по-настоящему убивает Стэна и Кайла (она, шепелявя и не попадая в ноты, поёт песню «I Saw Three Ships», а дети за её спиной её передразнивают); то, что здесь она убивает их пианино, которое способна поднять в одиночку, и некоторые другие моменты в сериале намекают на её огромную физическую силу. «Монструозность» Шелли подчёркивается в серии «Ждём новый фильм Терренса и Филлипа», когда во время менструации её кровь достигает объёмов целого озера.
Тем не менее, некоторые моменты свидетельствуют о том, что Шелли любит Стэна, хоть и тщательно это скрывает. В эпизоде «Лестница в небо» можно увидеть их фотографию, где Шелли улыбается и обнимает брата. В эпизоде «Слон занимается любовью со свиньёй», после многочисленных избиений, Шелли неожиданно спасает брата от наказания (после чего, впрочем, немедленно избивает вновь). В эпизоде «Детский сад» она и вовсе воспитывает Стэна — она обещает защитить его от хулигана, если он признается учительнице, что на самом деле это сделал он с друзьями.
Родители, видимо, практически равнодушны к Шелли. Она не особенно с ними церемонится (к примеру, однажды спрашивает у мамы: «Что за шило у отца в заднице?»), раздражённо воспринимает инициативы вроде идеи Рэнди стать мормонами, и они не верят словам Стэна о том, что она его избивает. Тем не менее, когда в эпизоде «История о мерзком приставании» её родителей сажают по ложному доносу Стэна, она сильно на него злится (после чего он немедленно доносит и на неё).
Любимое слово Шелли — «turd» («говно» или «говнюк»). Шелли называет так брата, а также использует практически в любой своей фразе.

## Интересы и таланты
Шелли обожает смотреть телевизор; известно, что среди её любимых шоу — «Баффи — истребительница вампиров» и «Друзья»; шоу Терренса и Филлипа Шелли, напротив, терпеть не может. Шелли обожает Рассела Кроу. В фильме «Саут-Парк: большой, длинный и необрезанный», когда её оставляют присмотреть за детьми, она говорит, чтобы они вели себя тихо, а она пойдёт в свою комнату слушать записи Бритни Спирс.
В эпизоде «Кошачья оргия» Шелли пишет песню; она называется «Turds» (с англ. — «Говнюки») и посвящена тому, как много вокруг говнюков. Шелли пытается исполнять эту песню с группой Скайлера.
Не любит украшения.

## Отношения
В эпизоде «Кошачья оргия» Шелли остаётся в качестве няньки у Картмана и приводит к нему в дом своего бойфренда — это 22-летний Скайлер, который следом приводит туда свою группу (они даже поют кошмарную песню, которую Скайлер посвятил Шелли). Позже выясняется, что Скайлеру от Шелли был нужен только секс, в чём она ему, естественно, отказывает (ей только 12); тогда он бросает её. Из-за этого Шелли объединяется с Картманом — они мстят ему, сначала ломая его любимую гитару, а затем, когда он в бешенстве приходит обратно, посыпая его «кошачьей мятой», приводящей в неистовство кошек, которые и набрасываются на него. Впрочем, в дальнейших эпизодах Шелли никак не выделяет Картмана.